# ボウエンギョ
ボウエンギョ（望遠魚）はヒメ目ボウエンギョ科（Giganturidae)のGigantura chuniの和名。広義にはこの種を含むボウエンギョ科に属する魚類の総称。ボウエンギョ・コガシラボウエンギョの1属2種が知られ、いずれも中層遊泳性の深海魚である。
ボウエンギョ科魚類については1950年代まで標準和名が無く、属名の発音に基づきギガンツラと称されていたが、京都大学の魚類学者松原喜代松により1963年に出版された著書の中で、Gigantura chuniに対する標準和名としてボウエンギョの新称が提唱され、帰属する目（Giganturida，現在はヒメ目の亜目Giganturoidei）と科（Giganturidae）、属（Gigantura）にもそれぞれボウエンギョ目、ボウエンギョ科、ボウエンギョ属という標準和名の新称が提唱された。

## 分布
ボウエンギョ科の魚類は、インド洋・太平洋・大西洋など世界中の深海に広く分布する。赤道付近など熱帯・亜熱帯の深海に多く、水深500-3,500mにかけての中層を漂って生活する。
日本からの報告はほとんどないが、2006年に高知県足摺岬沖で本科の1種（G. indica）が採集され、標本が一般公開された。この標本は2008年に日本初記録種として報告され、新標準和名「コガシラボウエンギョ」が提唱された。

## 形態
ボウエンギョ科魚類は円筒形の体つきをしており、体色は銀色である。体表には鱗がなく、骨格は軟骨が多く脆弱である。体長は最大で22cmほどになる。成魚の眼は望遠鏡のように筒状になって前方に突き出ており、和名や英名の由来となっている。このような眼球は管状眼と呼ばれ、太陽光のほとんど届かない深海において、上方から降り注ぐわずかな光や他の深海生物による生物発光を捉えるための適応とみられている。
大きく開く口には鋭い歯が並び、胃はオニボウズギス（スズキ目）やフウセンウナギ（フウセンウナギ目）のように著しく膨張し、自分よりも大きな獲物を捕食することが可能となっている。胃は黒色の膜に覆われ、餌生物の発光を遮断している。
鰭には棘条がなく、背鰭・臀鰭の軟条はそれぞれ16-19本、8-14本である。胸鰭は鰓の開口部よりも高い位置にあり、鰭条は30-43本。尾鰭は二又に分かれ、下葉が非常に長く伸びる。眼窩蝶形骨・前頭骨・後側頭骨・上側頭骨・接続骨・擬鎖骨を欠き、浮き袋ももたない。

## 繁殖と成長
ヒメ目の他の深海魚と同様に、ボウエンギョ・コガシラボウエンギョともに雌雄同体である。
仔魚は浅海で成長し、頭部が大きく、眼球も管状眼ではない。稚魚への変態は体長25-34mmの段階で開始され、腹鰭・脂鰭・前上顎骨・鰓条骨・鰓耙が消失するなど、きわめて劇的な変化が生じる。成魚の形態には未熟な部分が多く残されており、本科魚類がネオテニー（幼形成熟）の特徴をもつことを示唆している。

## 分類
ボウエンギョ科は1属2種が有効種とされている。コガシラボウエンギョはボウエンギョ（模式産地はギニア湾）の型(form，模式産地はインド洋)として、ボウエンギョの新種記載と同時に記載されたもので、種としては長く認められていなかったが、再検討を経て1986年に有効種と認められている。
- ボウエンギョ属 Gigantura
  - ボウエンギョ Gigantura chuni Brauer, 1901
  - コガシラボウエンギョ Gigantura indica Brauer, 1901